# Leptopenus hypocoelus
Leptopenus hypocoelus is een rifkoralensoort uit de familie van de Micrabaciidae. De wetenschappelijke naam van de soort is voor het eerst geldig gepubliceerd in 1881 door Moseley.